# Dan Veatch
Daniel Hayward Veatch- detto Dan- (Potomac, 18 aprile 1965) è un ex nuotatore statunitense.

## Palmarès
- Mondiali

Madrid 1986: oro nella 4 × 100 m misti.
- Giochi PanPacifici

Brisbane 1987: oro nei 200 m dorso e nella 4 × 100 m misti.
Tokyo 1989: oro nei 200 m dorso.
- Giochi Panamericani

L'Avana 1991: argento nei 200 m dorso.